# Pelidnophora curvinervis
Pelidnophora curvinervis är en tvåvingeart som beskrevs av Borgmeier 1969. Pelidnophora curvinervis ingår i släktet Pelidnophora och familjen puckelflugor. Inga underarter finns listade i Catalogue of Life.